# Mycorrhaphium africanum
Mycorrhaphium africanum är en svampart som beskrevs av Mossebo & Ryvarden 2003. Mycorrhaphium africanum ingår i släktet Mycorrhaphium och familjen Meruliaceae.   Inga underarter finns listade i Catalogue of Life.